# Die Christus-Trilogie
Die Christus-Trilogie ist ein Hauptwerk im literarischen Schaffen von Patrick Roth, das aus drei in sich geschlossenen Prosatexten besteht: Riverside. Christusnovelle  1991, Johnny Shines oder Die Wiedererweckung der Toten, 1993 und Corpus Christi, 1996. Unabhängig voneinander entstanden, wurden die drei Werke 1998 unter dem Titel Die Christus-Trilogie erstmals zusammengefasst und als drei Bände in einer Kassette publiziert. 2017 erschien eine kommentierte Neuausgabe in einem Band.

## Überblick
Es handelt sich um eine Novelle Riverside und zwei Romane Johnny Shines sowie Corpus Christi in Dialogform, die Bilder aus der Bibel aufgreifen und neu kontextualisieren. Allen drei Werken zugrunde liegt das zentrale christliche Motiv der Auferstehung bzw. Neuwerdung. Die Christusfigur selbst kommt nur indirekt vor – in den subjektiven Wahrnehmungen der Protagonisten, die Jesus persönlich begegneten und aus der Rückschau darüber berichten. Eine zweite Möglichkeit der indirekten Darstellung bietet der in der zeitgenössischen Gegenwart spielende Johnny Shines-Roman, dessen Held unbewusst mit Jesus identifiziert ist.
Das Mittelstück der Trilogie ist in der kalifornischen Mojave-Wüste zu Beginn der 1990er Jahre lokalisiert und handelt von dem obdachlosen Pfarrersohn Johnny Shines, der das Wort aus der Jüngerbelehrung „Weckt die Toten auf!“ Mt 10,8  wörtlich nimmt. Uneingeladen erscheint Johnny bei Beerdigungen, wo er sich Zugang zum Sarg verschafft und dem Toten befiehlt, aufzustehen. Die symbolische Bedeutung des Totenerweckens steht im Mittelpunkt des Dialogs, den Johnny in einer Gefängniszelle mit einer unbekannten Frau führt. Sie deckt ihm die unbewussten Beweggründe seiner Erweckungs-Obsession auf, indem sie ihn in die Kindheit zurückführt und dazu anleitet, traumatische Erlebnisse zu erinnern.
Der erste Teil der Trilogie, die Novelle Riverside, spielt im historischen Palästina und handelt von dem an Aussatz erkrankten Diastasimos, der unerwartet Besuch von Jesus erhält. Auf seinem letzten Gang nach Jerusalem macht Jesus Station in der Höhle des mit seinem jüdischen Gott hadernden Einsiedlers, um ihn zu heilen. Die Gottesbegegnung in der judäischen Bergwüste ist Dreh- und Angelpunkt eines Gesprächs, das Diastasimos im Jahr 37 n. Chr. mit zwei Schülern des Apostels Thomas führt, die das Zeugnis des Alten für die im Entstehen begriffene Spruchsammlung des Thomas aufzeichnen wollen. In der wortgenauen Rekonstruktion des Begebnisses vermittelt Diastasimos den Jungen die Lehre, die er aus seiner persönlichen Jesuserfahrung gezogen hat.
Thomas Didymos, der aus dem Johannesevangelium bekannte Jünger, der an der Auferstehung zweifelt, ist Erzähler und Held des dritten Trilogie-Teils. Corpus Christi handelt vom Glaubensproblem des Thomas, der sich in den Tagen nach der Kreuzigung auf die Suche nach dem Leichnam seines Herrn begibt, den er aus dem Grab gestohlen glaubt. Im intensiven Gespräch mit einer Fremden aus Damaskus, Tirza, die am Ostermorgen von den Römern im Felsengrab aufgefunden wurde, erkennt Thomas, dass die als Grabräuberin verdächtigte Frau in Wirklichkeit eine „Sophia“, eine weise Frau und eine Gefährtin Jesu ist, nämlich Zeugin des Mysteriums der Auferstehung, das sie im Jesusgrab erfahren hat.

## Vorlagen und Quellen
Die Werke der Christus-Trilogie fußen auf zentralen Bildern und Erfahrungsmustern der christlichen Überlieferung wie Taufe, Abendmahl, Kreuzigung, Auferstehung und Heilung, die in moderne Formen neu gefasst und auf diese Weise fortgeschrieben werden. Sie rekurrieren offen und verdeckt auf die Texte der Evangelien, die Apokryphen (z. B. das Thomasevangelium), die Dialoge Platons, die jüdische Legende, die Alchemie und die Kabbala.
Eine weitere bedeutende Inspirationsquelle für die Dramatisierung des Stoffs und die atmosphärische Ausgestaltung einzelner Szenen ist der Film, z. B. Ben Hur (in Riverside), Der Mann, der Liberty Valance erschoß (in Johnny Shines) und Rotbart (in Corpus Christi).
Hinsichtlich der charakteristischen Verschränkung von innerer und äußerer Wirklichkeit, Bewusstsein und Unbewusstem, konkreter Realität versus Erinnerung und Traumerleben spielt das Konzept der Psyche nach C. G. Jung eine große Rolle; z. B. ist die Handlung von Johnny Shines als innerpsychisches Drama, als sog. Seelenrede angelegt, wie auch der Dialog zwischen Thomas und Tirza, der Corpus Christi konstituiert, absichtlich in der Schwebe zwischen Traum und Wirklichkeit gehalten wird.

## Rezeption
Die erste Gesamtwürdigung der Christus Trilogie hat Gerhard Kaiser vorgelegt. Seine Studie aus dem Jahr 2008, die ein verkapptes Zitat aus dem Johnny Shines-Roman im Untertitel trägt, verortet das Werk jenseits der bekenntnishaften christlichen Dichtung und grenzt es zugleich ab von modernen säkularisierenden Transformationen. Kaiser legt den Fokus seiner Untersuchung u. a. auf die Konzeption der Christusfigur. Diese entspreche weder dem Typus eines „Jesus incognito“, noch dem eines „sozialen Utopisten“ – stattdessen verkörpere sie den Typus des wahrhaften „Gottessohns, Messias' und Erlösers“. Gerade weil die Jesusfigur der Trilogie aus dem traditionellen kirchlichen Glaubenszusammenhang herausgelöst sei und dabei alle Züge einer numinosen Gestalt trage, habe sie die Wirkung einer „überwältigenden Provokation und Präsenz“ auf den Leser.
Die kommentierte Neuausgabe der Christus Trilogie gibt erstmals Einblick in die der Darstellung zugrundeliegenden biblischen Bezugstexte, nennt die vom Autor bei der Niederschrift verwendeten Quellen, verweist auf Einflüsse aus dem Film, der Literatur sowie der Tiefenpsychologie und erläutert den semantischen Gehalt bestimmter wiederkehrender Konstellationen, die den christlichen Mythos auszeichnen. In diesem Sinn betrachten Theologen die Christus Trilogie häufig unter der Perspektive einer modernen Um- und Fortschreibung des Neuen Testaments: „Fast zweitausend Jahre nach dem Ende der Kanonbildung und der Johannesapokalypse haben wir in Patrick Roths Christus Trilogie wieder ein Wort und Schriftzeugnis, das die ungeheuerlichste Geschichte der Menschheit erzählt. Im Fluss der Wörter und Sätze wird allmählich deutlich, dass hier Tiefen oder Höhen ausgelotet und mit menschlichem Ausdruck gefüllt werden, die in der Alltagssprache brachliegen, Wirklichkeitsfelder, die sprachlich nicht bestellt werden. In Corpus Christi entwickelt der Autor die grandioseste Idee der christlichen Literaturgeschichte: Er platziert eine Zeugin der Auferstehung am Ort, das heisst direkt im Grab, und zur entsprechenden Zeit, in der Nacht des Geschehens.“
Die Neuausgabe der Christus Trilogie aus dem Jahr 2017 ermögliche dem Leser eine Vertiefung seiner Textkenntnis, so Michael Braun in seiner Würdigung des Bandes: Der „wohltuend knapp gehaltene“ Kommentar mit den Entschlüsselungen von biblischen Namen, Orten und Erzählungen stelle eine ebenso wichtige wie notwendige „Verständnisbrücke“ zum verlorenen Traditionsgut der Bibel her. Er gebe darüber hinaus „Einblick in die poetologischen Grundsätze von Patrick Roths Schreiben und in die sprachlichen, ästhetischen und religionsgeschichtlichen Eigentümlichkeiten seiner Christus-Rezeption“. Am Beispiel des leicht überflogenen Wortes „Zeitenbrunnen“ (aus Riverside) werde deutlich, wie reichhaltig der Dichter aus seinen Quellen schöpfe: aus der Bibel (Joh 4,14f.), aus der Literatur (Thomas Manns Joseph-Romane), aus dem Film (Andrej Tarkowskijs Weltkriegsfilm Iwans Kindheit, 1962) und aus der Tiefenpsychologie (C.G. Jungs Frage nach unserer Verbindung mit spirituellen Quellen).
Die der Christus Trilogie zugrunde liegenden Bilder aus Bibel, Film, Tiefenpsychologie und Literatur verschränken auf eigentümliche Weise das Diesseits mit dem Jenseits und schaffen, so das Rezensionsforum literaturkritik.de, eine „faszinierende Polyperspektivität“. „In Verbindung mit dem voluminösen Josephs-Roman Sunrise – Das Buch Joseph ist die nun neu herausgegebene und kommentierte sowie mit einem Verzeichnis der wichtigsten Quellen und Werke versehene Christus Trilogie sicher der Kern des längst nicht ausgedeuteten bisherigen Schaffens von Patrick Roth. Der Heidenarbeit von Michaela Kopp-Marx ist es zu danken, dass das vielschichtige Werk Roths neu zu entdecken ist.“

## Ausgaben
- Patrick Roth: Die Christus Trilogie. Riverside. Johnny Shines oder Die Wiedererweckung der Toten. Corpus Christi. Drei Romane und eine CD: Patrick Roth, Die L.A. Lesung. Suhrkamp, Frankfurt a. M. 1998, ISBN 3-518-06546-7 (Gebunden in Kassette).
- Patrick Roth: Resurrection. Die Christus-Trilogie. 3 Romane in Kassette mit Hörkassette Die L.A.Lesung. Suhrkamp, Frankfurt a. M. 2003, ISBN 3-518-39957-8 (Taschenbuch-Ausgabe).
- Patrick Roth: Die Christus Trilogie. Johnny Shines oder Die Wiedererweckung der Toten. Corpus Christi. Kommentierte Ausgabe. Herausgegeben und kommentiert von Michaela Kopp-Marx. Wallstein, Göttingen 2017, ISBN 978-3-8353-3065-8.